# 大洲村 (愛媛県)
大洲村（おおずむら）は、愛媛県喜多郡にあった村。現在の大洲市の中心部のうち肱川以北にあたる。
同時期に存在した大洲町は、本村とは別の自治体である。

## 地理
- 山岳：冨士山
- 河川：肱川

## 歴史
- 1908年（明治41年）4月1日 - 喜多村・平村が合併して発足。
- 1934年（昭和9年）1月1日 - 大洲町・久米村と合併し、改めて大洲町が発足。同日大洲村廃止。

## 交通

### 鉄道路線
- 鉄道省
  - 予讃本線(現・予讃線)
    - 五郎駅 - 伊予大洲駅

### 道路
現在は旧村域に松山自動車道の大洲インターチェンジが所在するが、当時は未開通。